# SN 1954Q
SN 1954Q – supernowa odkryta 1 czerwca 1954 roku w galaktyce A135330+0943. W momencie odkrycia miała maksymalną jasność 18,50m.